# راه‌ها در میان شب
راه‌ها در میان شب (لهستانی: Drogi pośród nocy؛ ‏آلمانی: Wege in der Nacht) یک فیلم درام آلمانی به کارگردانی کشیشتف زانوسی است که در سال ۱۹۷۹ منتشر شد.

## گزیدهٔ بازیگران
- زبیگنیف زاپاشیه‌ویچ
- مایا کوموروفسکا
- ائوگنیوش پریویژینسف
- سزاری مورافسکی
- ادوارد جیوینسکی
- آندژی شنایخ
- متیو کریر
- باربارا راخوالسکا
- دیانا کرنر
- هورست فرانک